# Luciano Sušanj
Luciano Sušanj, né le 10 novembre 1948 à Rijeka (RFS de Yougoslavie) et mort le 14 avril 2024 dans la même ville, est un athlète yougoslave, spécialiste du 400 et du 800 mètres puis un homme politique croate.
Il a remporté le titre européen du 800 mètres en 1974, ainsi que deux titres européens en salle en 1973 et en 1974.

## Biographie

### Carrière sportive
Licencié à l'AK Kvarner, Luciano Sušanj mesure 1,85 m pour 73 kg.
Il est double médaillé d'or aux Championnats d'Europe d'athlétisme en salle : sur 400 m en en 1973 et sur 800 m en en 1974.
Luciano Sušanj devient champion d'Europe du 800 mètres en 1974 à Rome, devant le Britannique Steve Ovett et le Finlandais Markku Taskinen. Il réalise alors avec son élégante foulée, la troisième meilleure performance mondiale de tous les temps sur cette distance.
Il se classe sixième du 800 m des Jeux olympiques de 1976 à Montréal.

### Dirigeant de fédération
En 2000, Luciano Sušanj est élu à la tête de la fédération croate d'athlétisme et vice-président du comité olympique croate.

### Parcours politique
Dans les années 1990, Luciano Sušanj a entamé une carrière politique et a remporté un siège au Parlement croate en 1990 et 2000.

## Palmarès
| Date | Compétition                    | Lieu      | Résultat | Épreuve    | Performance   |
| ---- | ------------------------------ | --------- | -------- | ---------- | ------------- |
| 1973 | Championnats d'Europe en salle | Rotterdam | 1er      | 400 mètres | 46 s 38       |
| 1974 | Championnats d'Europe en salle | Göteborg  | 1er      | 800 mètres | 1 min 48 s 07 |
| 1974 | Championnats d'Europe          | Rome      | 1er      | 800 mètres | 1 min 44 s 07 |
| 1976 | Jeux olympiques d'été          | Montréal  | 6e       | 800 mètres | 1 min 45 s 75 |

## Records
| Épreuve    | Performance        | Lieu | Date             |
| ---------- | ------------------ | ---- | ---------------- |
| 800 mètres | 1 min 44 s 07 (NR) | Rome | 4 septembre 1974 |